# 143
143 (сто четиридесет и трета) година по юлианския календар е невисокосна година, започваща в понеделник. Това е 143-та година от новата ера, 143-та година от първото хилядолетие, 43-та година от 2 век, 3-та година от 5-о десетилетие на 2 век, 4-та година от 140-те години. В Рим е наричана Година на консулството на Торкват и Хипарх (или по-рядко – 896 Ab urbe condita, „896-а година от основаването на града“).

## Събития
- Консули в Рим са Гай Белиций Торкват и Луций Хипарх Атик.